# Il vento di Elora
Il vento di Elora è un album del 1989 di Eugenio Finardi.

## Tracce
1. Il vento di Elora – 4:32
2. La mia vita senza te – 4:32
3. L'albero delle spade – 5:18
4. Il treno – 5:19
5. Il fiume – 5:12
6. Bisogno di te – 4:23
7. Vil Coyote – 3:51
8. Favola – 3:14
9. Come in uno specchio – 10:54

Nota: Bisogno di te non è presente nella versione LP dell'album.

## Formazione
- Eugenio Finardi – voce, chitarra
- Paolo Costa – basso, cori
- Walter Calloni – batteria, cori
- Fabrizio Consoli – chitarra acustica, cori
- Stefano De Carli – slide guitar
- Bob Callero – basso
- Vittorio Cosma – tastiera, cori, programmazione, pianoforte, organo Hammond, batteria elettronica
- Lele Melotti – batteria
- Max Costa – batteria elettronica, programmazione
- Lucio Fabbri – violino
- Demo Morselli – tromba, flicorno
- Amedeo Bianchi – sax
- Feiez – sax, cori
- Franco Cufone, Vittorio Rauti – cori